# Vicia oroboides
Vicia oroboides är en ärtväxtart som beskrevs av Franz Xaver von Wulfen. Vicia oroboides ingår i släktet vickrar, och familjen ärtväxter. IUCN kategoriserar arten globalt som livskraftig. Inga underarter finns listade i Catalogue of Life.